# Katolikus Liga (1576)

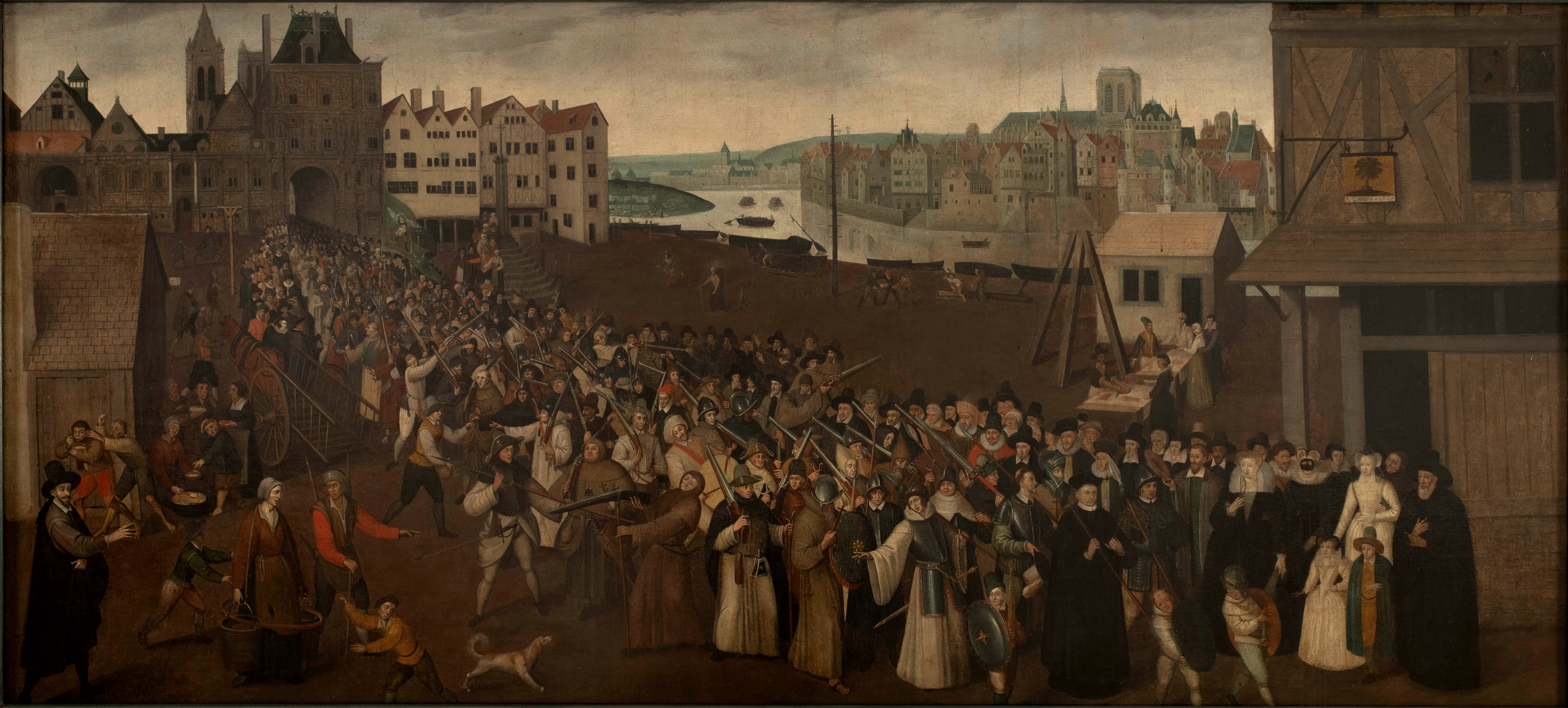
A ligások fegyveres felvonulása (1590)

A Katolikus Liga (franciául la ligue catholique) a francia vallásháborúk katolikus résztvevőinek szövetsége volt. III. Henrik idején, 1576-ban alakult, és IV. Henrik alatt szűnt meg. Vezetői a lotaringiai Guise-ház tagjai voltak, akik II. Fülöp Spanyolországának anyagi és katonai támogatását élvezték. Eleinte a hugenották visszaszorításáért küzdött, de a Valois-ház 1589-es kihalását követően a francia trón sorsának alakulásába is bele kívánt szólni.

## Előzmények

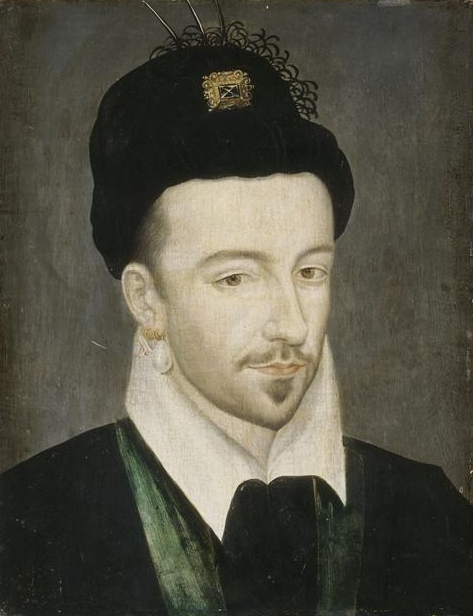
III. Henrik, az utolsó Valois-házi uralkodó

Franciaországban 1562 óta zajlott kisebb-nagyobb megszakításokkal a vallásháború protestánsok (francia elnevezésük huguenots, azaz hugenották) és katolikusok között, amit a Medici Katalin anyakirályné dominálta kormányzat eleinte mérsékelt, engedményekre építő politikával próbált elcsitítani, ám a hugenották agresszivitása miatt végül a katolikusok mellé állt. 1572-ben IX. Károly és az anyakirályné beleegyezésével Szent Bertalan éjszakáján a protestáns navarrai király, Bourbon Henrik (a későbbi IV. vagy Nagy Henrik francia király) és Valois Margit esküvőjére Párizsba érkezett protestánsok jelentős részét (egyes források szerint 200 000 embert) lemészárolták, a navarrai királyt pedig katolizációra kényszerítették és négy évig fogságban tartották az udvarban. A hugenották ellenállása azonban nem tört meg, és továbbra is kitartottak az ország déli részében.
Az 1574-ben trónra lépő III. Henrik folytatta a háborús politikát, félve az unióra lépő déli vidékek elszakadásától, azonban pénz híján nem tudott döntő eredményt elérni, sőt néhány mérsékelt katolikus főúr is szembeszállt vele (köztük Henri de Montmorency-Damville és fivére, Guillaume de Montmorency-Thoré). 1575 szeptemberében a király öccse, Alençon hercege is az „elégedetlenekhez” csatlakozott, hasonlóan az 1576 februárjában megszökő Navarrai Henrikhez. A hugenották és elégedetlenek hadat szerveztek, amivel Párizs ellen indultak, a király pedig, akit országa északi részében spanyol, keleti területein pedig pfalzi zsoldosok is nyugtalanítottak, jobbnak látta engedni: 1576. május 7-én kiadta a beaulieu-i ediktumot. Ez példátlanul nagy engedményeket tett a hugenottáknak (Párizst és közvetlen környékét, illetve az udvart leszámítva bárhol gyakorolhatták vallásukat, bármilyen hivatalt betölthettek, a bebörtönzöttek amnesztiát kaptak, a Szent Bertalan-éj áldozatait rehabilitálták stb.), ráadásul egy záradékában Guyenne kormányzóságát Navarrai Henriknek, Pikárdiáét pedig egy másik protestáns arisztokratának, Condé hercegének juttatta.

## A Liga első harcai

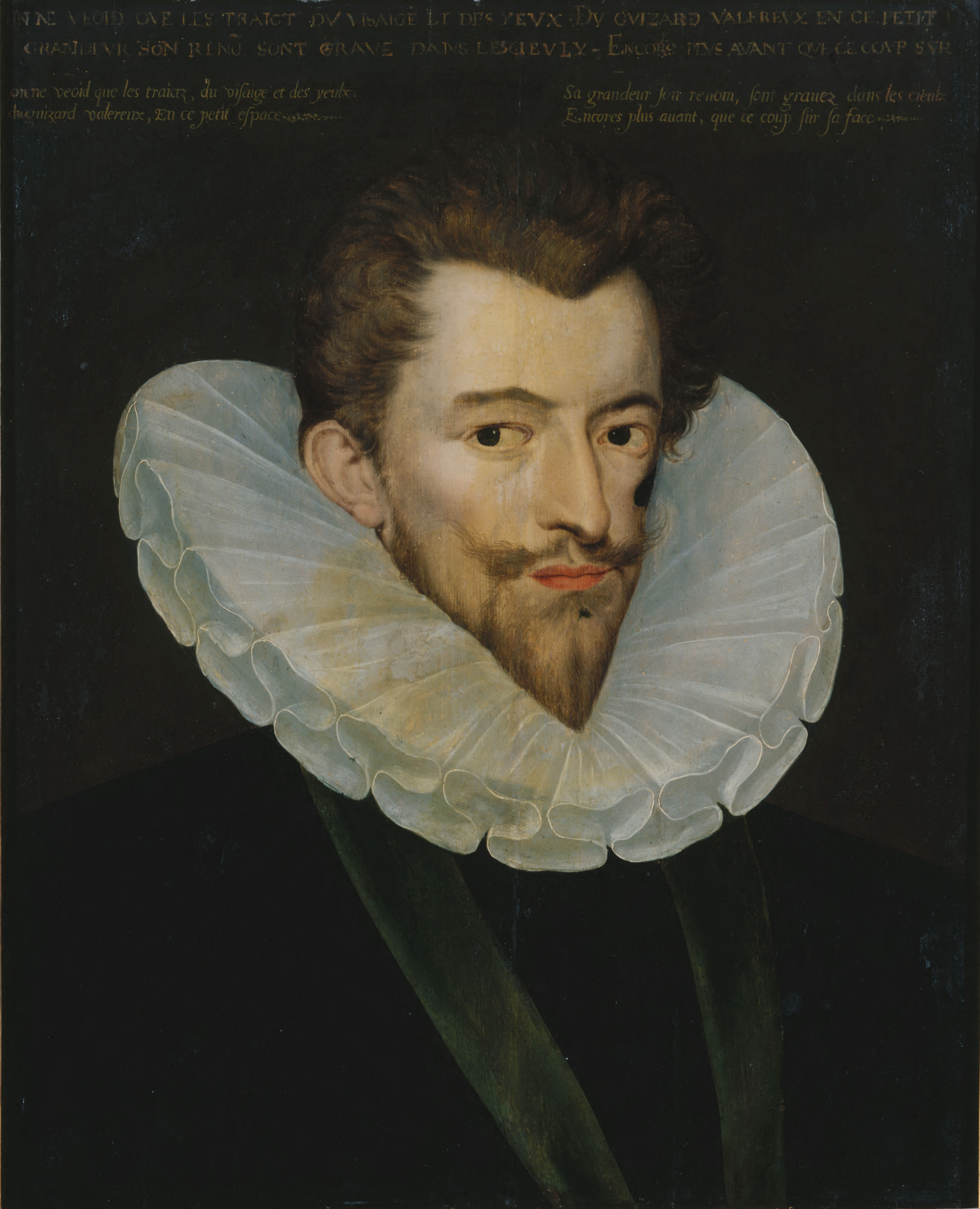
Guise hercege, a Liga vezetője

Az ediktum széles körű felháborodáshoz vezetett a többségi katolikusok körében, végrehajtását pedig megtagadták az északi tartományokban, és a pápához hű nemesség és polgárság vezetésével 1576 nyarán megalapították a Katolikus Ligát, amelynek vezetője Guise hercege lett. Mivel mind a liga, mind a hugenották a rendiség megerősítésével próbálták saját ügyüket előrébb vinni, a király kénytelen volt 1576 decemberére rendi gyűlést összehívni Blois-ba. Az itt megjelentek többsége a katolikusokhoz húzott, így III. Henriket rá tudták venni a kényszerhelyzetben kiadott beaulieu-i ediktum visszavonására. Ez ismét háborúhoz vezetett, ami 1577 szeptemberében pénzhiány miatt abbamaradt, és október 8-án a poitiers-i ediktum kiadásával zárult. Ez, amellett, hogy jelentősen csökkentette a hugenották mozgásterét, rendelkezett a Katolikus Liga feloszlatásáról, ami mintegy tetszhalott állapotba került. A háború végére mind Montmorency-Damville, mind Alençon hercege visszatért a király hűségére.

## Az újjáalakult Liga
A béke csupán 1579 novemberéig tartott, de a király megerősítette helyzetét, Condét kiverte Pikárdiából, délen pedig visszafoglalt néhány erődöt. A háborút a fleix-i béke zárta 1580-ban. 1584. június 10-én meghalt a Németalföld megszerzéséért Spanyolország ellen magánháborúba bonyolódó Alençon herceg, a trón örököse. III. Henriknek, bár már kilenc éve házas volt, nem született gyermeke Lotaringiai Lujzától, a feleségétől (sem számos szeretőjétől). Az érvényben levő öröklési rend értelmében a király legközelebbi fiági rokonára szállt hát az öröklés joga, aki történetesen Navarrai Henrik, a protestáns tábor vezéralakja volt. Egy hugenotta trónszerzésének gondolata rémületet keltett a katolikus táborban, így a Katolikus Liga újraéledt XIII. Gergely pápa és a spanyol király támogatásával. A Liga nem ismerte el Henrik jogát a trónra felekezeti hovatartozása miatt, helyette nagybátyját, Charles de Bourbon roueni érseket tekintette legitim örökösnek.

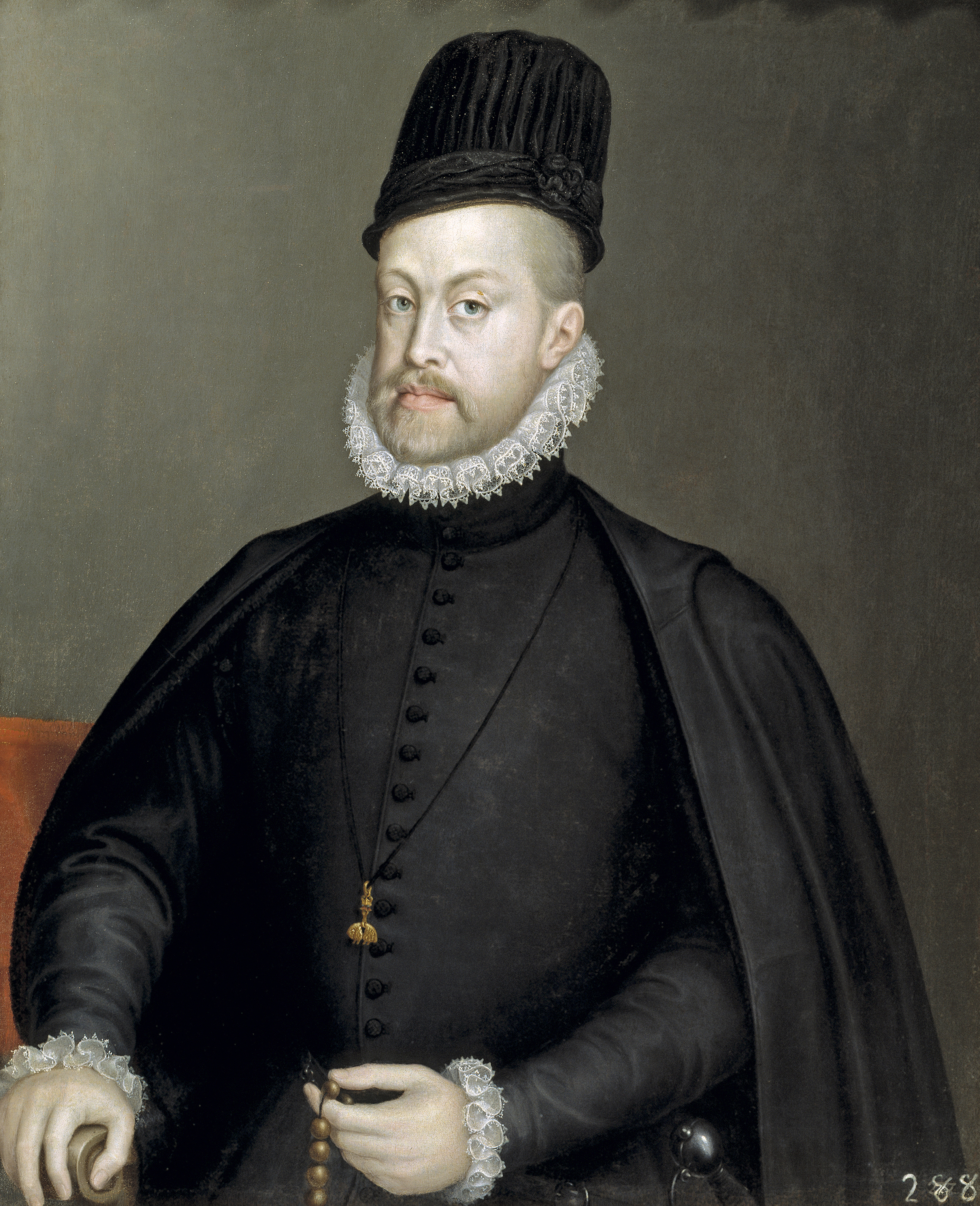
A katolikusok legfőbb támogatója,II. Fülöp spanyol király

A Liga 1585 tavaszán mind több északi tartományban és nagyvárosban vette át a hatalmat, így rá tudta szorítani III. Henriket a nemours-i ediktum kiadására. Ez a július 18-án kiadott rendelet betiltotta a protestáns vallásgyakorlást, száműzéssel fenyegette a hugenotta lelkészeket, az ellentábornak adott erődöket pedig visszakövetelte. Ez természetesen ismét háborúhoz vezetett, amit a fővezérek – a francia király, a navarrai király és Guise hercege – miatt „a három Henrik háborújának” is neveztek. Az 1586-ban elcsendesedő konfliktus 1587. október 22-én a coutras-i csatában súlyos vereséget hozott a katolikusoknak, amit némileg kompenzált Condé hercegének eleste, illetve Guise vimoryi és auneau-i diadala a protestánsok megsegítésére érkező, I. Erzsébet angol királynő és II. Frigyes dán király pénzelte német és svájci zsoldosok felett.

## A királyság ellen
A vereség nem szegte a Liga harci kedvét, amely mindinkább III. Henriket okolta a kudarcokért, és a rendi jogok kiszélesítéséért szállt síkra. Guise hercege, miközben a katolikus ügy hőseként tetszelgett, mind kevésbé tartotta tiszteletben a királyt, akitől párthíveivel együtt követelte a protestáns foglyok kivégzését és az inkvizíció visszaállítását. Minderre Henrik nem volt hajlandó, sőt Navarrai Henrik örökösödéséről sem szándékozott lemondani, miközben a ligások a választott királyság létrehozását pedzegették. III. Henrik végül kitiltotta Guise-t az udvarból, ő ennek ellenére 1588. május 12-én, „a barikádok napján” bevonult Párizsba, ahol a fanatizált katolikus lakosság üdvrivalgással fogadta. A király kénytelen volt Blois-ba visszahúzódni, július 15-én pedig alá kellett írnia az ún. egyesülési ediktumot (édit d’union), amiben megtiltott mindennemű hivatalviselést a protestánsok számára, és a trónöröklésből is kizárta az „eretnekeket”. A francia hadak főparancsnokává (lieutenant général) kinevezett Guise sikerei tetőpontján állt, egyesek már-már királyként éltették.
Ilyen helyzetben ült össze október 2-án a rendi gyűlés Blois-ban, amelyben a katolikus pártiak voltak többségben. Guise és a fivére, Louis reims-i érsek tovább támadta III. Henriket, aki drasztikus megoldásra szánta el magát: december 23-án magához hívatta Guise-t, és személyi testőrségével, a negyvenötökkel meggyilkoltatta. Tetemét még ott helyben, a palotában elégették, hamvait pedig a Loire-ba szórták. Ugyanekkor letartóztatták fivérét, illetve fiát, Charles-t. Az érsekkel másnap szintén végeztek. Az események hírére Párizs fellázadt, a Katolikus Liga élén pedig a harmadik Guise-fivér, Mayenne hercege vette át az irányítást. Henrik hatalma nemhogy erősödött volna, de fokozódott az anarchia: különösen azt követően, hogy a navarraival szövetkezve megindult Párizs ellen, a liga árulónak és zsarnoknak kiáltotta ki (ld. Louis Dorléans pamfletjeit), a Sorbonne doktorai (köztük Jean Boucher rektor) pedig kijelentették, hogy az alattvalók hűségesküi érvényüket vesztették uralkodójuk viselkedése miatt. 1589. augusztus 1-jén a királyt egy fanatikus jezsuita szerzetes, Jacques Clément halálosan megsebesítette Saint-Cloud-ban, véget vetve az 1328 óta uralkodó Valois-ág uralkodásának.

## Harcok IV. Henrik ellen

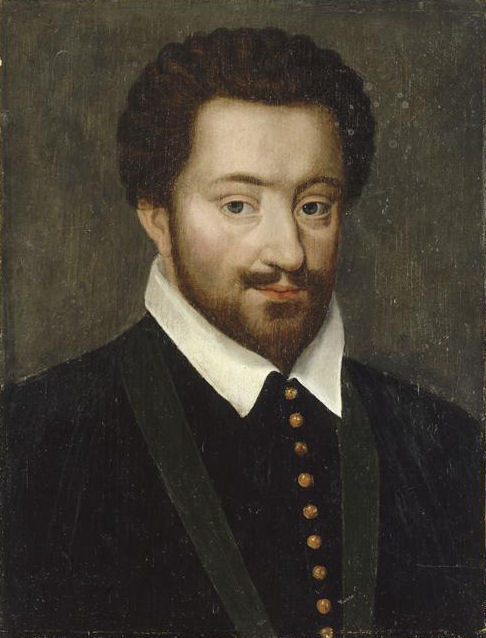
Charles de Mayenne, a Liga új vezetője

A száli törvény értelmében III. Henrik halála pillanatában Navarrai Henrikre szállt a trón, aki azonban hugenotta volt, legalábbis egyelőre. III. Henrik halálhírére a Ligát vezető mayenne-i herceg augusztus 5-én bejelentette a roueni bíboros királlyá tételét X. Károly néven. A párizsi parlament november 21-én elismerte királynak in absentia, 1590. március 5-én pedig egy másik rendelkezésével Károly elismerésére szólított fel minden alattvalót. A Liga még pénzt is veretett „királya” nevében, amivel csak jóval annak 1590 májusában bekövetkezett halála után, 1598-ban hagyott fel. (A bíborosnak ezekhez az eseményekhez személy szerint nem sok köze volt, ugyanis amikor III. Henrik meggyilkoltatta Guise-t, az öröklési terveire potenciális veszélyt jelentő Bourbon bíborost is lefogatta. Az érsek hátralevő rövid idejét Tours-ban, majd Fontenay-le-Comte kastélyában töltötte fogolyként, és megválasztása hírére lemondott Navarrai Henrik javára.)
Navarrai Henrik 1589. szeptember 21-én Arques-nál, 1590. március 14-én pedig Ivrynél mért vereséget Mayenne csapataira, ezt követően pedig megkezdte a Tizenhatok Tanácsa, Enrico Caetani pápai legátus, a spanyol követ, a párizsi püspök és a Guise-ek féltestvére, Nemours hercege vezetésével védekező, fanatizált Párizs ostromát. A várost több hónapnyi ostrom után Alessandro Farnese parmai herceg vezetésével Németalföldről érkező spanyol hadak mentették fel, de a nyílt összecsapást kerülve rövidesen visszatértek a lázongó tartományba. 1591-ben a Henriket ismét kiátkozó XV. Gergely pápa szintén pénzzel és csapatokkal támogatta a Mayenne irányította Ligát. 1592-ben ismét a pármai herceg támadt a navarrai ellen, így felmentve Rouent az ostrom alól; közben Károly Emánuel, Savoya hercege támadást indított Provence vidékén, a lotaringiai herceg Champagne megszerzésére tett kísérletet, unokatestvére, Mercoeur hercege pedig Bretagne-ban próbált önállósodni spanyol segítséggel.

## A Liga meggyengülése

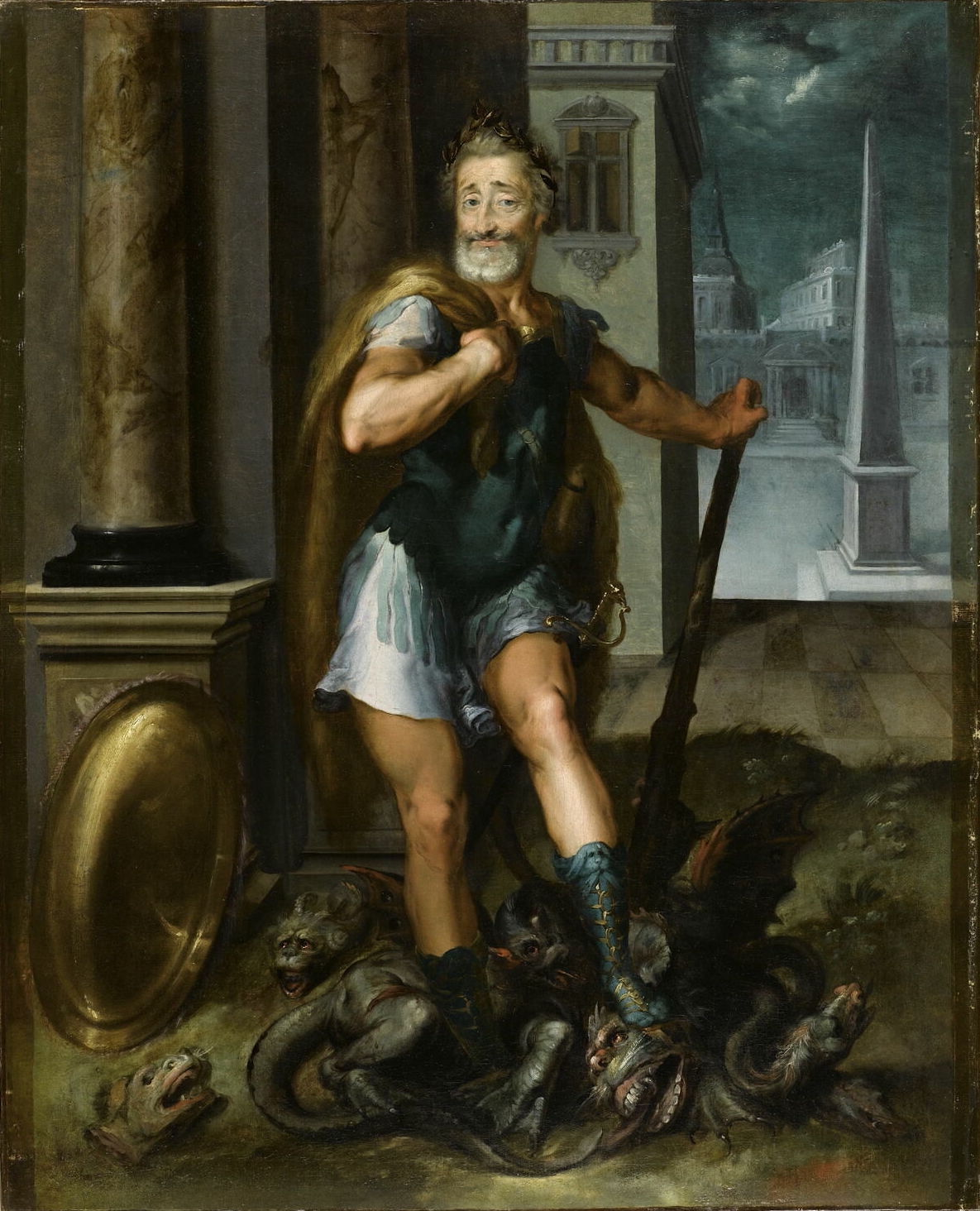
IV. Henrik mint Héraklész legyőzi a lernéi hidraként ábrázolt Katolikus Ligát

A Liga az elhúzódó harcok folyamán megosztottá vált. Párizsban a Tizenhatok terrorisztikus uralmát megelégelő polgárok 1591 novemberében fellázadtak a spanyolokkal lepaktáló vezetőség ellen. Mayenne erre letartóztatta a főbűnösöket és megfosztotta a Tizenhatokat a hatalmuktól, de ettől kezdve Párizsban labilissá vált a ligások helyzete. Tetézte a megosztottságot, hogy II. Fülöp spanyol király leplezetlen lépéseket tett annak érdekében, hogy leányát, Izabellát juttassa trónra azon a jogcímen, hogy édesanyján, Valois Erzsébeten keresztül II. Henrik király unokája volt. A nőági örökösödést azonban kizárta a francia jog, a kérdés pedig komoly vitákat gerjesztett a ligások körében; ezek a suresnes-i tanácskozásukon végül arra jutottak, hogy Izabella legfeljebb királyné lehet, de a királynak katolikus franciának kell lennie. Ennek személyében viszont nem tudtak megállapodni: Mayenne mellett unokaöccse, Charles de Guise, illetve féltestvére, Nemours hercege is szóba jöhetett mint király (ez utóbbiak egyébként is nőtlenek voltak, tehát II. Fülöp inkább őket támogatta, mint nagybátyjukat). A Guise-ekkel távolabbi rokonságban álló lotaringiai herceg szintén trónigényt jelentett be fiai nevében, akik anyjuk, Valois Klaudia lotaringiai hercegné révén szintén II. Henrik voltak.

## A megbékélés
Eközben 1593 májusában Navarrai Henrik király bejelentette áttérési szándékát, július 25-én nyilvánosan katolizált a Saint-Denis-székesegyházban, végül 1594. február 27-én megkoronázták Chartres-ban. Ezzel végleg kihúzta a ligások alól a talajt: Párizs harc nélkül megnyitotta a kapuit új királya előtt, példáját pedig néhány héten belül a legtöbb település követte. A háború azonban még nem ért véget: a spanyolok továbbra is a határokat fenyegették, és a Liga vezetői még mindig ellentétben voltak a királlyal. 1595 júniusában Juan Fernández de Velasco milánói kormányzó serege az Alpokon átkelve Besançonnál egyesült Mayenne jelentéktelenre olvadt erőivel, és megindult Dijon meghódítására. A legalább négyszeres túlerőben levő támadókat IV. Henrik merészen megtámadta, és Fontaine-Française-nél döntő győzelmet aratott felettük. 1595 szeptemberében VIII. Kelemen pápa is visszavonta Henrik kiátkozását. A pápai feloldozás végleg elgördített minden akadályt IV. Henrik elfogadása elől: novemberben Mayenne ünnepélyesen meghódolt királya előtt, véget vetve a Katolikus Ligának. A szélsőséges ligások közül sokan, köztük Boucher rektor, külföldre menekültek.
Ezután már csak a pikárdiai spanyol erősségeket kellett felszámolni, ami 1597-re sikerült is. A spanyol állam csődhelyzetbe került, így 1598. május 2-án II. Fülöp kénytelen volt megkötni a vervins-i békét, kivonva a Bretagne-ban és másutt állomásoztatott csapatait Franciaországból. Ezzel közel egy időben a király a vallásbékét is megpróbálta megteremteni: 1598. április 13-án kiadta a nantes-i ediktumot, amit a katolikus többségű társadalom csak hosszas ellenállás után, de már tényleges harc nélkül fogadott el. A pápa is felháborodott a király túlzott toleranciáján, de a kiátkozást már nem újította meg. A szélsőséges katolikusok körében egy ideig még teret nyertek a ligás eszmék: sok egyházi prédikált a nantes-i ediktum ellen, az emigránsok némelyike pedig továbbra is a király meggyilkolására buzdított. IV. Henrik ellen több merényletet követtek el a fanatikus katolikusok, melyek közül az 1610-es végül sikerrel járt; azonban Henrikkel együtt a ligás szellemiség is elenyészett.